# Rugby union na Igrzyskach Południowego Pacyfiku 1963
Turniej rugby union na Igrzyskach Południowego Pacyfiku 1963 odbył się w dniach 30 sierpnia–10 września 1963 roku na Fidżi. Wygrywając wszystkie pojedynki zwyciężyła w nim reprezentacja gospodarzy.
Był to pierwszy turniej rugby union w historii tych zawodów.

## Mecze
| 30 sierpnia 1963 | Fidżi | 29:6 | Samoa | Buckhurst Park, Suva |
| 30 sierpnia 1963 |       | 29:6 |       | Buckhurst Park, Suva |

| 31 sierpnia 1963 | Fidżi | 8:5 | Tonga | Churchill Park, Lautoka |
| 31 sierpnia 1963 |       | 8:5 |       | Churchill Park, Lautoka |

| 3 września 1963 | Samoa | 5:16 | Tonga | Buckhurst Park, Suva |
| 3 września 1963 |       | 5:16 |       | Buckhurst Park, Suva |

| 5 września 1963 | Fidżi | 42:3 | Samoa | Buckhurst Park, Suva |
| 5 września 1963 |       | 42:3 |       | Buckhurst Park, Suva |

| 7 września 1963 | Samoa | 6:29 | Tonga |  |
| 7 września 1963 |       | 6:29 |       |  |

| 10 września 1963 | Fidżi | 25:9 | Tonga | Buckhurst Park, Suva |
| 10 września 1963 |       | 25:9 |       | Buckhurst Park, Suva |